# Veduta costiera al tramonto e Vallata boscosa con pastori
Le due opere, realizzate dal pittore olandese Pieter Mulier, detto il Tempesta, rappresentano una Veduta costiera al tramonto e, la seconda, una Vallata boscosa con pastori. I due dipinti sono ad olio su tela e misurano ognuno 98 x 132 cm. Sono stati eseguiti molto probabilmente nel 1687 e sono oggi conservati presso la Galleria nazionale di Parma. 

## Descrizione
La coppia di quadri ovali, inseriti in un pannello ligneo rettangolare dipinto di nero, rappresentano due paesaggi: in uno una marina e nel secondo un paesaggio pastorale.  
La “veduta costiera”, nel dipinto in alto, rappresenta un immenso cielo azzurro al tramonto, dove volteggiano pesanti nuvole. Il sole al centro, tagliato da una sottile ombra grigia, espande la sua luce in diversi punti sul mare. Sono presenti acque calme, navigate da imbarcazioni a vela. All'orizzonte il profilo esile di una costa. Nel quadro si contrappone un senso poetico di serenità ad un carattere drammatico dato dall'incombere minaccioso delle nuvole in alto, il cui schema compositivo rivela una matrice classica nella distribuzione simmetrica degli elementi, intorno ad un centro individuato da valori cromatici e luministici di grande spettacolarità. 
Il quadro sottostante, indica una "vallata boscosa con pastori”, che fa da pendant alla marina. Il dipinto propone un paesaggio pastorale, con una coppia di pastori a riposo, animali, un'altura con torre e un'architettura tipicamente spagnola sullo sfondo. Alberi alti e frondosi sono sormontati da un cielo denso di cumuli. L'artista utilizza una pennellata densa e ricca di contrasti cromatici, con una scena sostenuta da un impianto rigoroso ed equilibrato. Si notano, infatti, due gruppi di alberi laterali che hanno la funzione di quinte sceniche, dove quello a sinistra si piega in maniera artificiale sotto il profilo curvo della tela e si giustappone ad un gruppo arboreo centrale, che spezza l'unità visiva dell'ultimo piano e crea una scansione ritmica alla composizione. 
Gli elementi che formano le scene sono quelli consueti del vocabolario dell'arcadia, che non sembrano provenire da una osservazione diretta della natura, ma piuttosto una finzione quasi teatrale. Questi sono, del resto, gli elementi fondanti del paesaggio decorativo che il gusto rococò svilupperà appieno negli anni successivi. 

## Storia
Le due opere vennero realizzate dall'artista durante il suo viaggio in Italia. Durante questo lunga residenza, durata una quarantina di anni (dal 1684 fino alla morte avvenuta nel 1701), Il Tempesta ebbe la possibilità di visitare diverse città della penisola, in continua ricerca di “piazze favorevoli” nelle quali proporre le sue opere. Nei primi mesi del 1687 l'artista arrivò a Parma, per una breve soggiorno, dove trovò occasioni lavoro sia presso la Corte, per il Duca Ranuccio II Farnese, sia per privati, come per esempio per la famiglia Pallavicino.  
Dalle fonti sappiamo che le opere furono realizzate per la quadreria del collezionista Boscoli, il quale possedeva una delle più importanti collezioni della città di Parma. Successivamente vennero acquistate dal conte Carlo Sanvitale, nel secondo decennio del ‘700 ed acquistate poi dalla Galleria nel 1838. 